# メズーザー
メズーザー（מְזוּזָה məzūzāh）とは「門柱」の意味。メズザーとも。複数形はメズーゾート。
メズーザーはヘブライ語で次のことを意味する：
1. トーラーのミツワーによってヘブライ語の銘刻文を記した羊皮紙
2. それを入れた箱
3. それを取り付けたドア、門、アーチの側柱（だき）、門柱、doorjamp

メズーザーは613のミツワーの一つであり、ユダヤ人の家屋、シナゴーグに設置され、また商業において使用される。
上記の箇所の入り口側に、斜めに取り付けられ、部屋に入るたびに手を当てて祈る。
申命記（シェモート） 6:4、11:13-21 に由来する礼拝文であるシェマア・イスラーエール Shema Yisraelを記した羊皮紙を、ケースに入れドアなどに取り付ける。この文章はシャハリートで用いるテフィッリーンに入っているものと同一である。
タナハは古代には羊皮紙に手書きで書かれており、メズーザー、テフィッリーン、エステル記の羊皮紙もこの形態を引き継ぐものである。
|  |  |  |  |  |

ケース上部にはシャッダイ שַׁדַּי, אֵל שַׁדַּי（全能者、創世記17：1）の頭文字であるシーン shin (ש) の文字や、ダビデの星が記されている。
結婚式、その他の場面において芸術的なメズーザーがよく贈られる。
ユダヤ教の礼拝はかなりの量になり、シャハリートではアミーダー（あるいはシェモーネ・エスレー、テフィッラー）とアーレーヌーの前に申命記が読まれるが、その中でこれらメズーザーとテフィッリーンに関する箇所に触れられる。
これらの毎日三回の祈りは、哲学性には欠けるが、相当な量になる。